# 斯塔維謝 (沃倫州)
51°31′10″N 24°46′35″E / 51.51944°N 24.77639°E
斯塔維謝（羅馬化：Stavyshche）是烏克蘭西部沃倫州卡明-卡希爾斯基區索希奇內。該村面積1.27平方公里，海拔高度159米，2021年人口72 ，人口密度每平方公里121.16人。